# Rabenbach (Trieb)
Der Rabenbach ist ein linksseitiger Nebenfluss der Trieb in Sachsen. Er ist etwa 9,1 Kilometer lang und hat ein Einzugsgebiet von reichlich zwanzig Quadratkilometern.

## Verlauf
Der Rabenbach entspringt nordöstlich des Tirpersdorfer Ortsteiles Lottengrün. Er fließt etwa einen Kilometer in nordwestliche Richtung, nimmt rechtsseitig den Langebach auf und wendet sich im Süden von Theuma nach Norden. Die Fließrichtung in etwa beibehaltend erreicht der Rabenbach den Neuensalzer Ortsteil Mechelgrün, wo ihm ebenfalls rechtsseitig der Zschockaubach zufließt. Nach wenigen hundert Metern unbegradigten, gewundenen Verlaufes nimmt der Rabenbach, wieder rechtsseitig, den Forellenbach auf. Er durchfließt den Ort Neuensalz mit dem Pegel Neuensalz und wird anschließend südöstlich des Ortsteiles Altensalz in der Vorsperre Neuensalz gestaut. Direkt im Anschluss gehen die restlichen einhundert Meter des Rabenbachtales bis zur Mündung in die Trieb in der Talsperre Pöhl auf, welche zusammen mit der Vorsperre Thoßfell vor allem die Trieb aufstaut.